# Masacres de Trujillo (Colombia)
Masacres de Trujillo es como se le conoce a las subsecuentes masacres ocurridas en los municipios colombianos de Trujillo, Riofrío y Bolívar (Valle del Cauca) entre 1986 y 1994.
Dentro de los hechos de violencia se encontraron asesinatos selectivos, torturas, masacres, terrorismo entre otros actos delictivos que fueron cometidos por una alianza entre los narcotraficantes Diego Montoya Don Diego, Henry Loaiza El Alacrán y Iván Urdinola Grajales El Enano junto a miembros de la Fuerza Pública de Colombia. Estos actos tenían como objetivo el amedrentar a población civil, a la vez que los despojaban de sus tierras para apropiárselas de manera ilegal. El 27 de abril de 2022 el Tribunal Administrativo de Cundinamarca condenó al Estado colombiano por la omisión de la Nación en las garantías de los derechos de los ciudadanos y por la participación del ejército en la masacre.

## Desarrollo
Trujillo era un pueblo tranquilo de campesinos, cuando el sacerdote del pueblo, el padre Tiberio Fernández en conjunto con varios campesinos realizaban un programa llamado "tejido social" para ayudar a las personas más necesitadas e independizar a los campesinos de los terratenientes. Sin razón aparente tanto el cura como los campesinos son acusados de colaborar con la guerrilla del Ejército de Liberación Nacional (ELN) y paulatinamente campesinos son llevados de sus hogares por uniformados y secretamente torturados, asesinados y algunos descuartizados con motosierra. Más de 250 personas fueron víctimas de torturas, asesinatos y desapariciones forzadas.
Después de ver a su sobrina violada y asesinada, el sacerdote Tiberio Fernández es asesinado, decapitado y sus manos cortadas con motosierra. Posteriormente casi igual a los años de La Violencia los cadáveres fueron arrojados al Rio Cauca sacando a flote la magnitud de la matanza.

## Comisión de la Verdad
En febrero de 1995, el presidente Ernesto Samper reconoció que hubo responsabilidad del Estado colombiano en las masacres de Trujillo, tras revelarse un informe de la Comisión de la Verdad. La comisión estuvo integrada por miembros del gobierno colombiano, entidades de control, la iglesia católica y numerosas ONG en cabeza del sacerdote Javier Giraldo, los abogados Eduardo Umaña Mendoza, Alirio Uribe Muñoz y Jorge Eliecer Molano, y el académico universitario Darío Betancourt Echeverry (Este último siendo asesinado, al parecer, por su trabajo investigativo en torno a los hechos de violencia en el Norte del Valle, los cuales contribuyeron al trabajo de la comisión).

## Memoria histórica
El poeta colombiano Omar Garzón publicó en su libro Flores para un ocaso un poema titulado Peregrinación a Trujillo, dedicado a las víctimas de la masacre de Trujillo.